# Daheqiao Shuiku
Daheqiao Shuiku (kinesiska: 大河桥水库) är en reservoar i Kina. Den ligger i den östra delen av landet, 800 km söder om huvudstaden Peking. Daheqiao Shuiku ligger 19 meter över havet. Arean är 2,6 kvadratkilometer. Trakten runt Daheqiao Shuiku består till största delen av jordbruksmark. Den sträcker sig 2,5 kilometer i nord-sydlig riktning, och 3,3 kilometer i öst-västlig riktning.